# Zamek Książąt Mazowieckich w Sochaczewie
Zamek Książąt Mazowieckich – zamek usytuowany w Sochaczewie, nad rzeką Bzurą. Wybudowany w drugiej połowie XIV wieku, siedziba wzmiankowanej w 1221 r. kasztelanii sochaczewskiej. Miejsce zjazdu wielmożów i książąt w 1377 roku, gdzie uchwalono pierwszy pisany zbiór praw dla całego Mazowsza, tak zwane statuty sochaczewskie. Zniszczony podczas insurekcji kościuszkowskiej, częściowo rozebrany w XIX wieku.

## Historia
Osadnictwo na Wzgórzu Zamkowym w Sochaczewie przypada na XII stulecie, kiedy funkcjonowała tu osada. W XIII w. wzniesiono drewniano-ziemną warownię Piastów Mazowieckich z polecenia księcia Konrada I mazowieckiego. Warownia pełniła także funkcje siedziby wzmiankowanej w 1221 r. dla kasztelanii sochaczewskiej. Przebudowa warowni w murowany zamek nastała ok. XIV w., a zostało to ufundowane przez księcia Siemowita III Starszego. Zamek miał ogromną wartość polityczna, ale także militarną w okresie panowania książąt mazowieckich. Krótko po przebudowie zamek stał się siedzibą starosty grodowego oraz stacją królewską. Osunięcie się północnego stoku wzniesienia doprowadziło do zawalenia północnej części kurtyny zamku. Zniszczenia były bardzo duże. Ówczesny starosta sochaczewski Stanisław Radziejowski odbudował zamek, a nakazał to król Zygmunt III Waza w 1608 roku. W późniejszych latach został on zniszczony podczas wojen ze Szwedami. Zamek dopiero w XVIII w. doczekał się ponownej odbudowy dzięki staroście sochaczewskiemu Kazimierzowi Walickiemu. Budowla jednak została zniszczona przez Prusaków, podczas insurekcji kościuszkowskiej w 1794 r. Do dziś zachowana jest ruina trójskrzydłowego zamku z czasów wazowskich z wjazdem od wschodu oraz kaplicą umieszczoną w wieży.

## Architektura

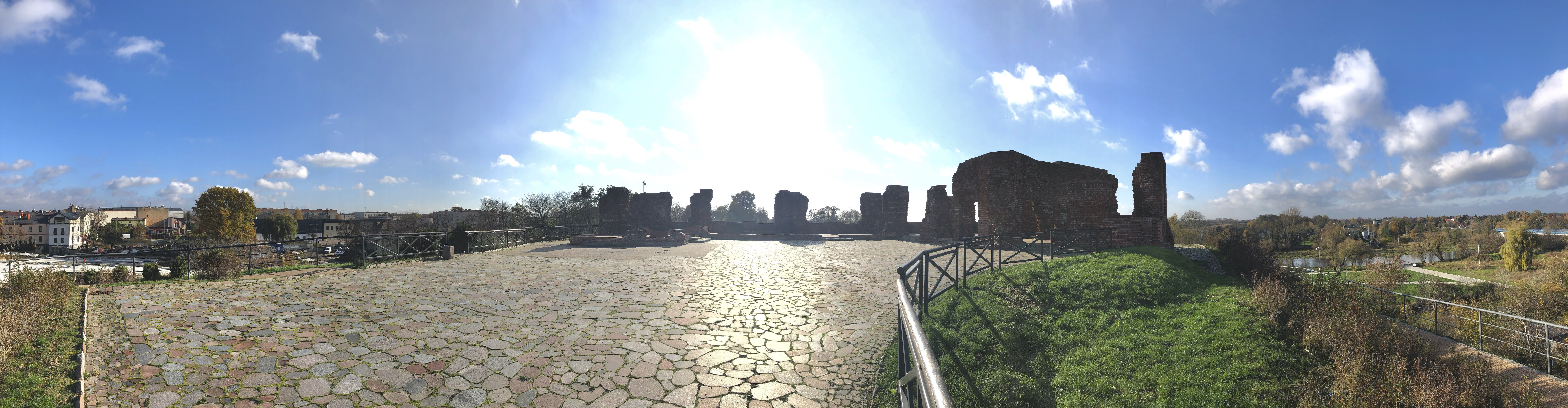
Panorama wzgórza zamkowego

Warownia była wybudowana na kształt trapezu, który miał boki 35 x 30 metrów, brama i mury były wykonane z cegły, a reszta zabudowy była drewniana. Ważną rolę w całej zabudowie pełniły dwie wieże: wschodnia oraz północna, których wysokość sięgała ok. 5–8 metrów. W późniejszych latach dodano kolejną kondygnację warowni, która była drewniana. W XVI wieku dobudowano drewniane domy, które mieściły się w południowej i północnej części budowli. W południowym gmachu mieścił się dom królewski, który był reprezentacyjny, a na jego kondygnacjach znajdowały się sklepy, piwnice, składy i sale mieszkalne monarchy. Do warowni dobudowano także dom pełniący funkcję więzienia, który nazwano domem starym. Następnie został dobudowany nowy dom, w którym było miejsce dla załogi oraz sale mieszkalne, a sam dom był połączony z wieżą. Wjazd na dziedziniec warowni był poprowadzony na początku przez kurtynę północną, a następnie został poprzedzony drewnianym mostem i przeniesiony do części wschodniej.

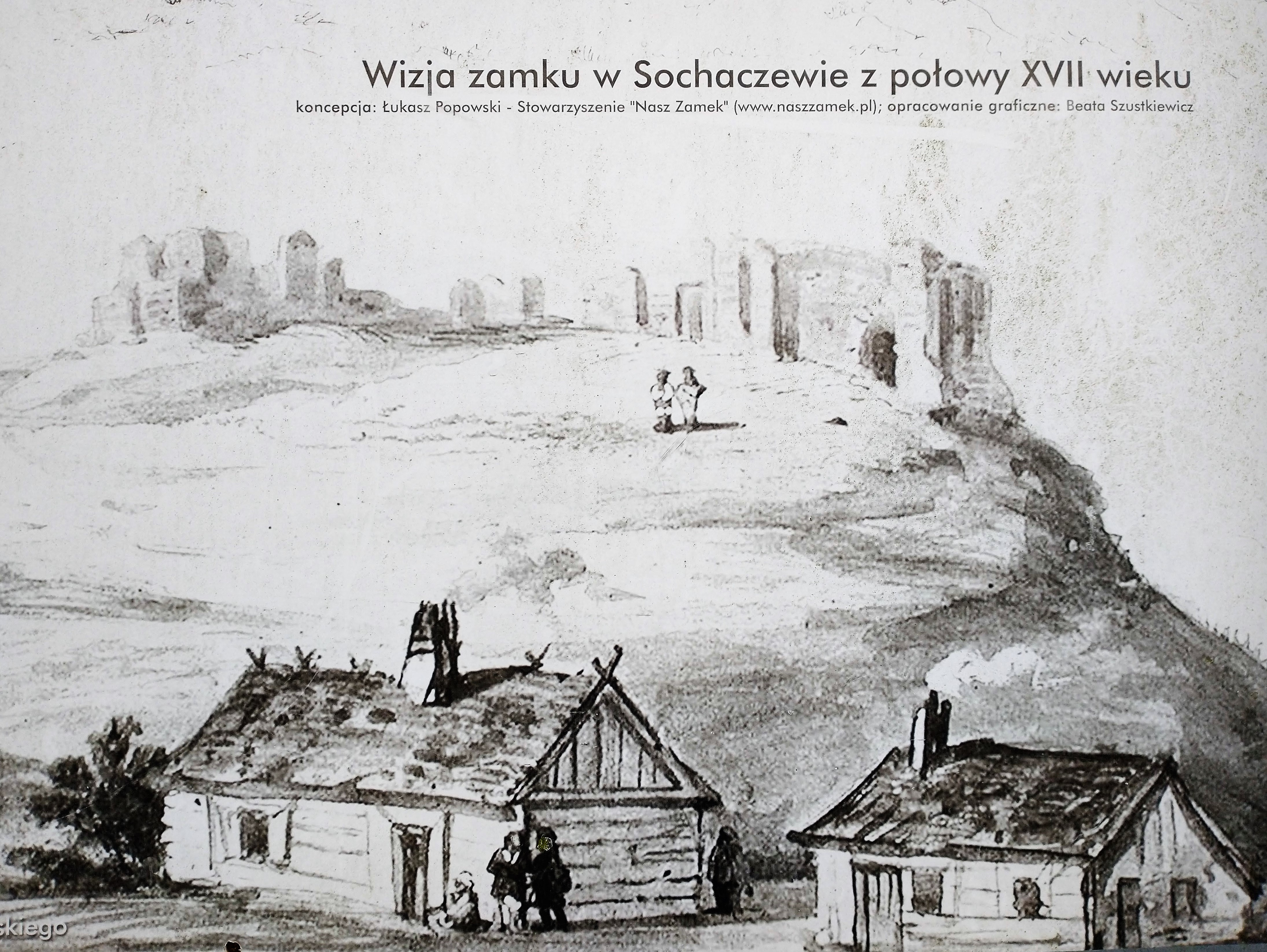
Zamek w XVIII wieku
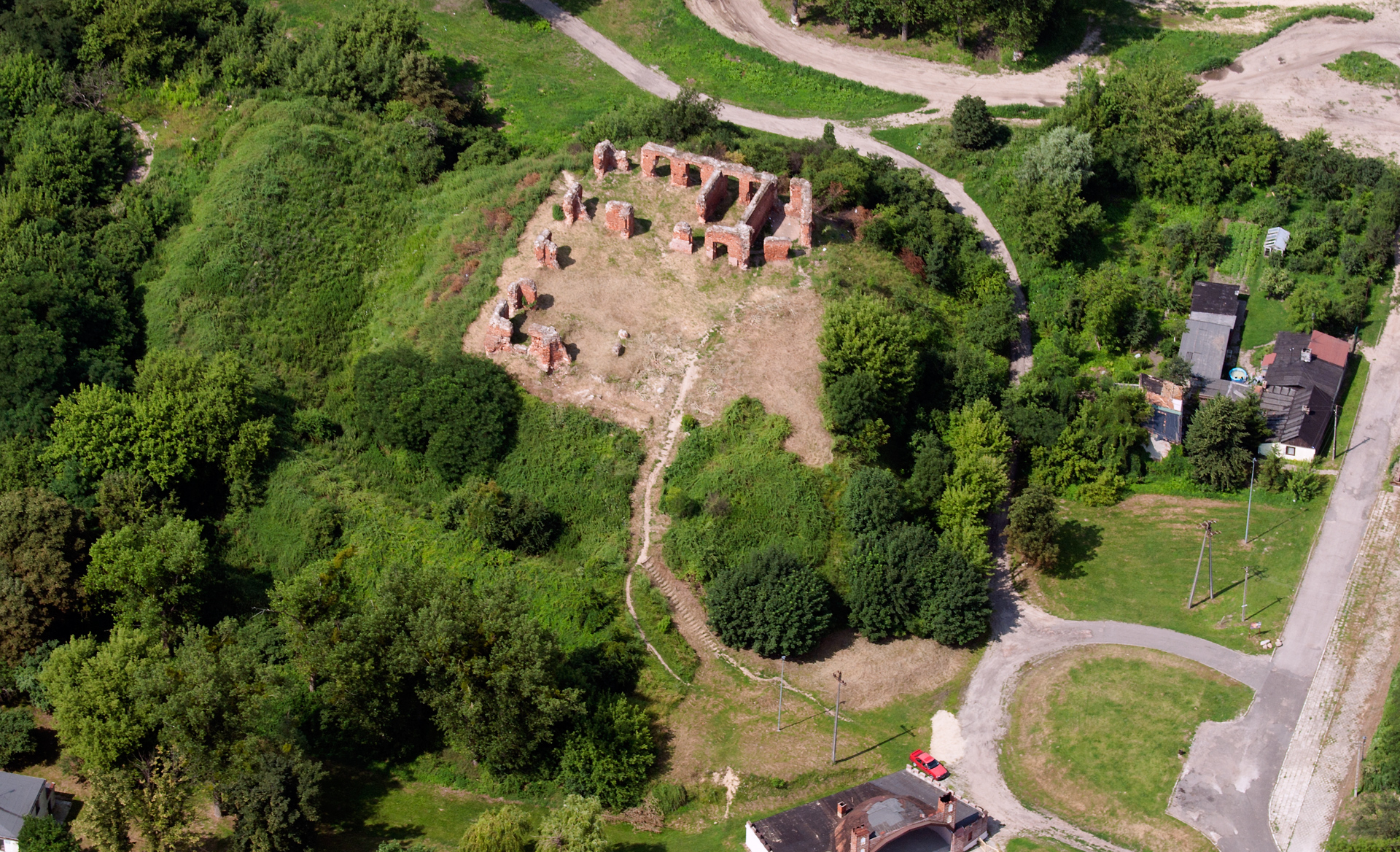
Widok z lotu ptaka
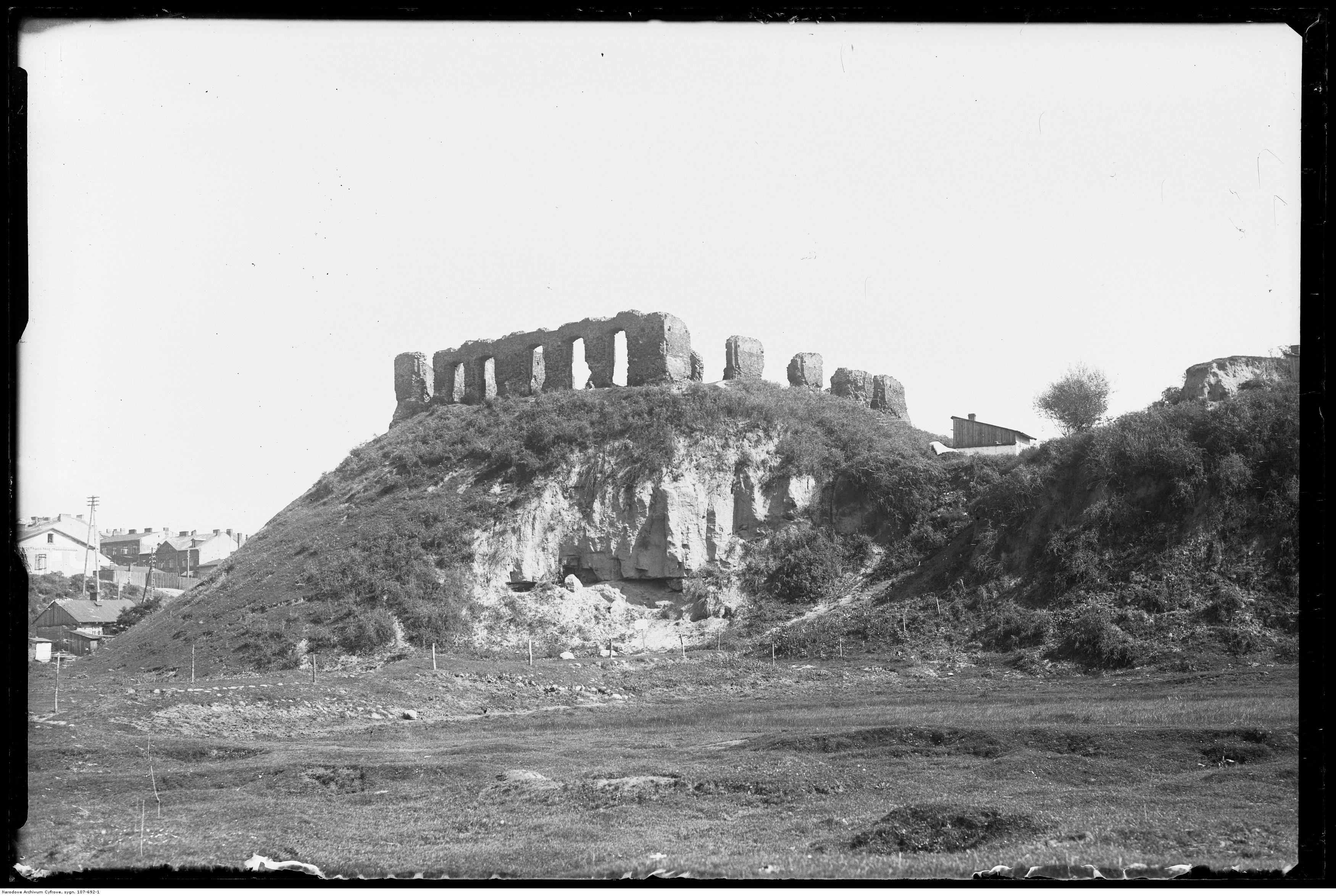
Zamek w 1934 roku
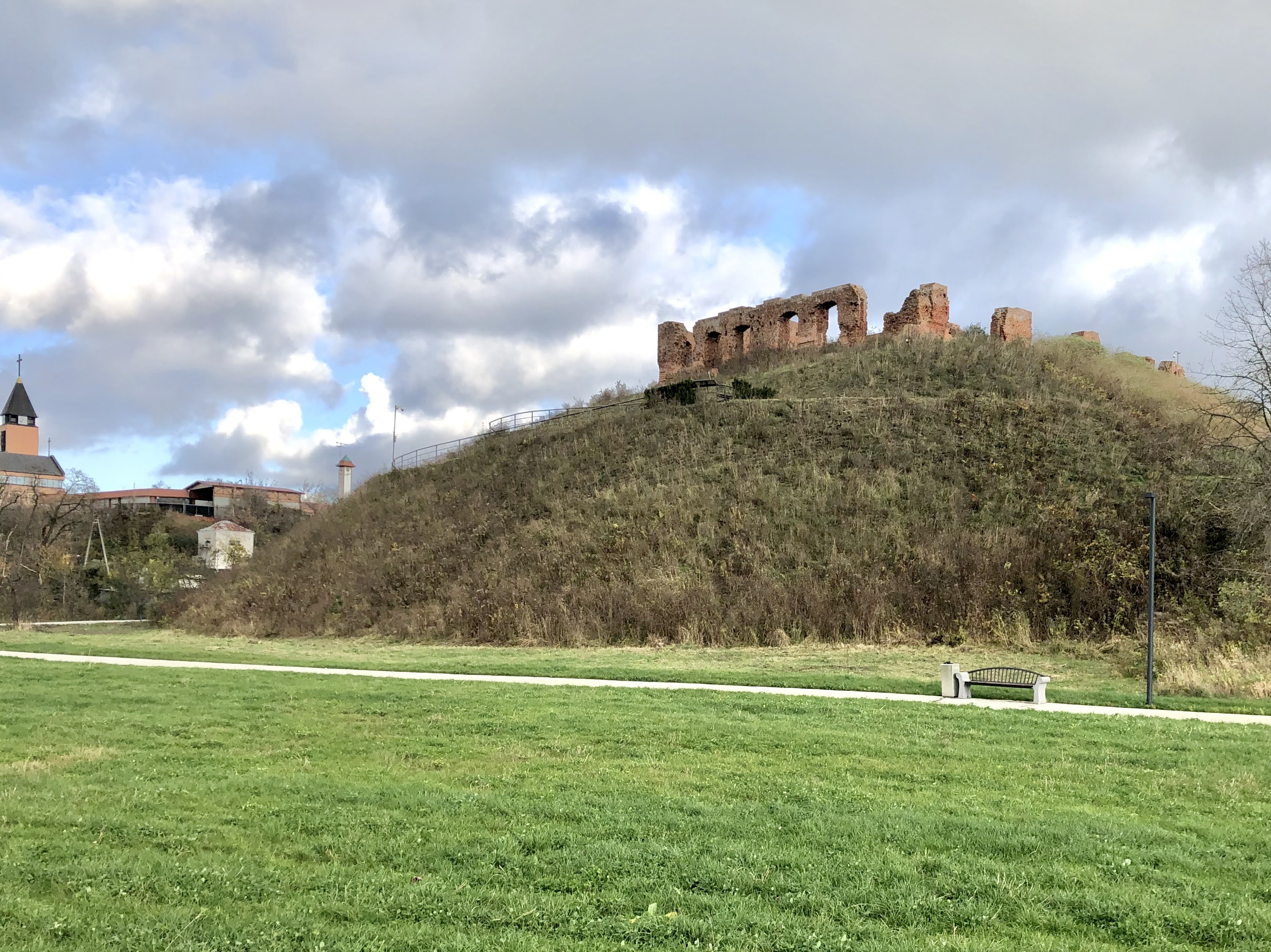
Wzgórze Zamkowe
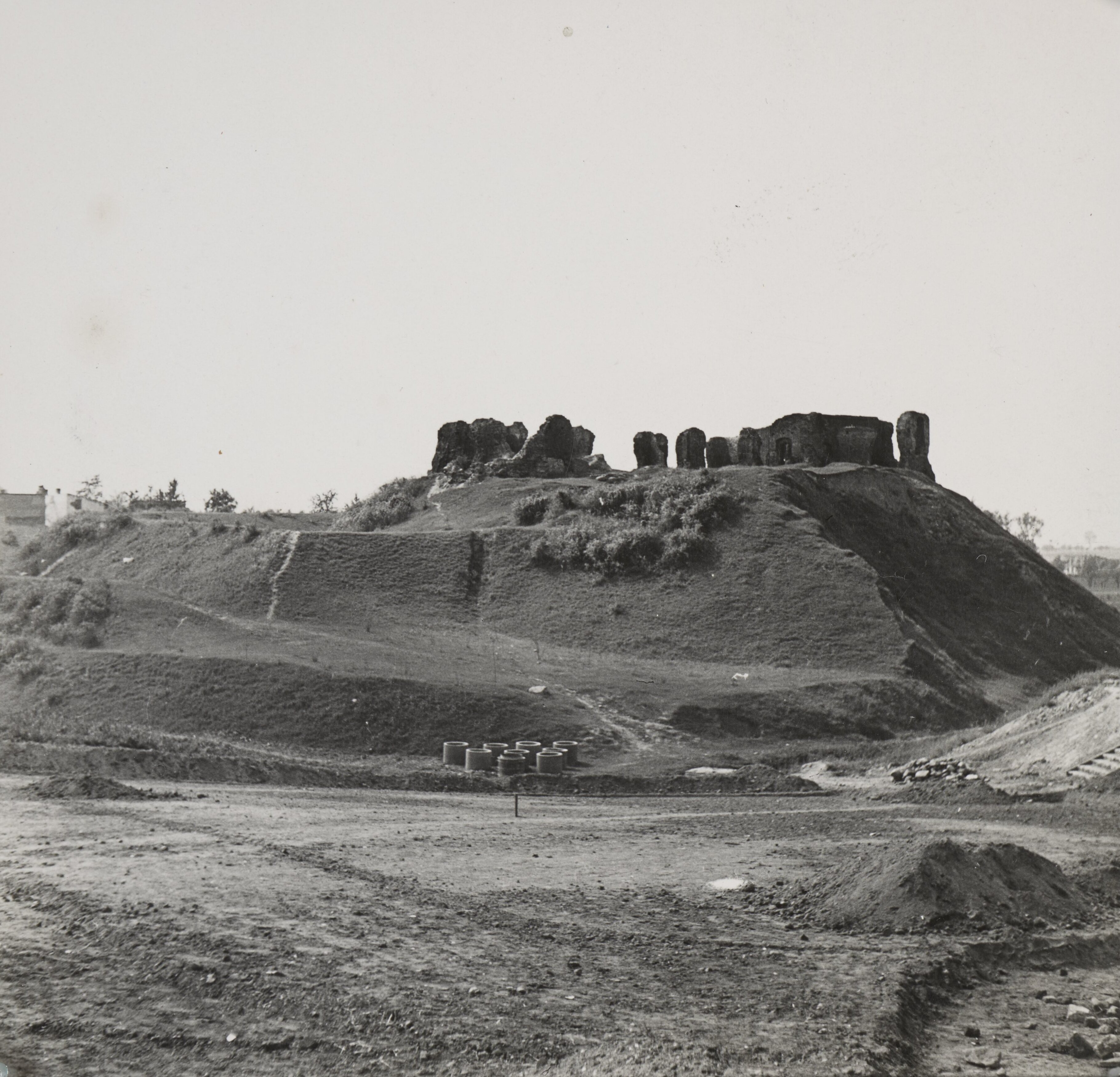
Zamek w 1943 r.

## Władcy mazowieccy w Sochaczewie
- Leszek Mazowiecki (ok. 1162–1186)
- Kazimierz II Sprawiedliwy (1138–1194)
- Konrad Mazowiecki (1187–1247)
- Siemowit I Mazowiecki (1215–1262)
- Konrad II Czerski (ok. 1250–1294)
- Bolesław II Mazowiecki (ok. 1251–1313)
- Siemowit II Rawski (1283–1345)
- Bolesław III Płocki (przed 1330–1351)
- Kazimierz I Warszawski (przed 1331–1355)
- Siemowit III (ok. 1320–1381)
- Siemowit IV Płocki (ok. 1352–1426)
- Siemowit V Rawski (ok. 1389–1442)
- Władysław I Płocki (przed 1411–1455)